# Skymaster Airlines
A Skymaster Airlines foi  uma companhia aérea cargueira brasileira sediada em Manaus, no Amazonas.
Foi fundada em 30 de novembro de 1995, mas iniciou suas operações em abril de 1997.
Operava na rota São Paulo/Manaus, e tinha operações em vários outros aeroportos brasileiros, com destaque para o Aeroporto Internacional de Viracopos, em Campinas, e possuía filiais em Brasília e Guarulhos.
No dia 7 de março de 2001, um Boeing 
707-300F da companhia, de prefixo PT-MST, sofreu um grave acidente ao aterrissar na pista 09R do Aeroporto Internacional de Guarulhos em São Paulo. O problema aconteceu quando a aeronave pousou de maneira forçada, quebrando o trem de pouso dianteiro, danificando todos os 4 motores e ferindo 3 tripulantes. Após o acidente, a aeronave teve sua matrícula cancelada e depois foi "canibalizada" para reutilização de peças.
Em 2014, a Skymaster foi condenada pelo CADE, junto com a BETA Cargo, por formação de cartel em licitações dos Correios. As duas empresas receberam multas que somam R$ 83 milhões. Devido a multa e a crise, paralisou suas operações. A empresa deixou suas aeronaves abandonadas, mas todas já foram desmanchadas.

## Frota
Até agosto de 2006, a frota da empresa era a seguinte:

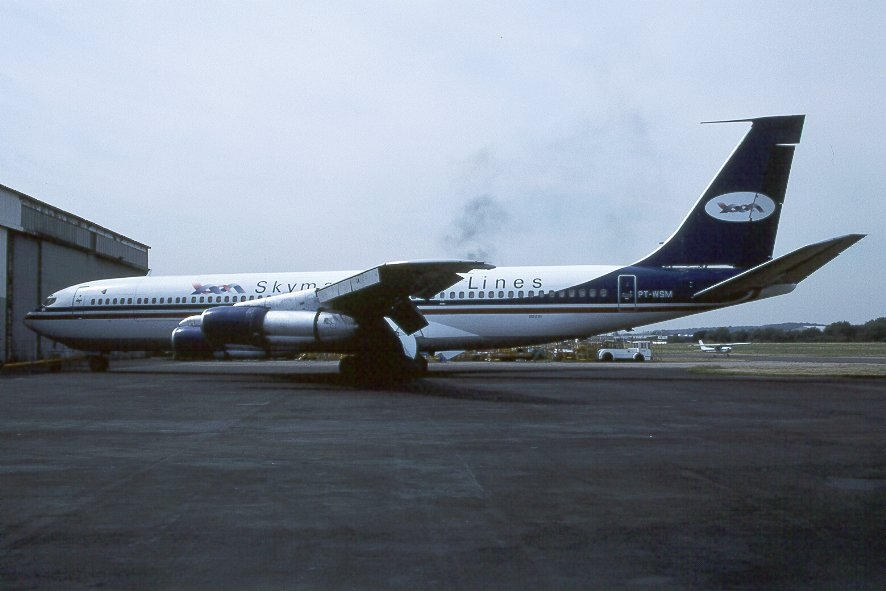
Boeing 707-351C da Skymaster Airlines

- 5 Boeing 707-320C
- 1 Douglas DC-8-62AF
- 2 Douglas DC-8-63CF